# Fetbålmossa
Fetbålmossa (Aneura pinguis) är en bladmossart som först beskrevs av Carl von Linné, och fick sitt nu gällande namn av Barthélemy Charles Joseph Dumortier. Fetbålmossa ingår i släktet Aneura och familjen Aneuraceae. Arten är reproducerande i Sverige. Inga underarter finns listade i Catalogue of Life.

## Bildgalleri

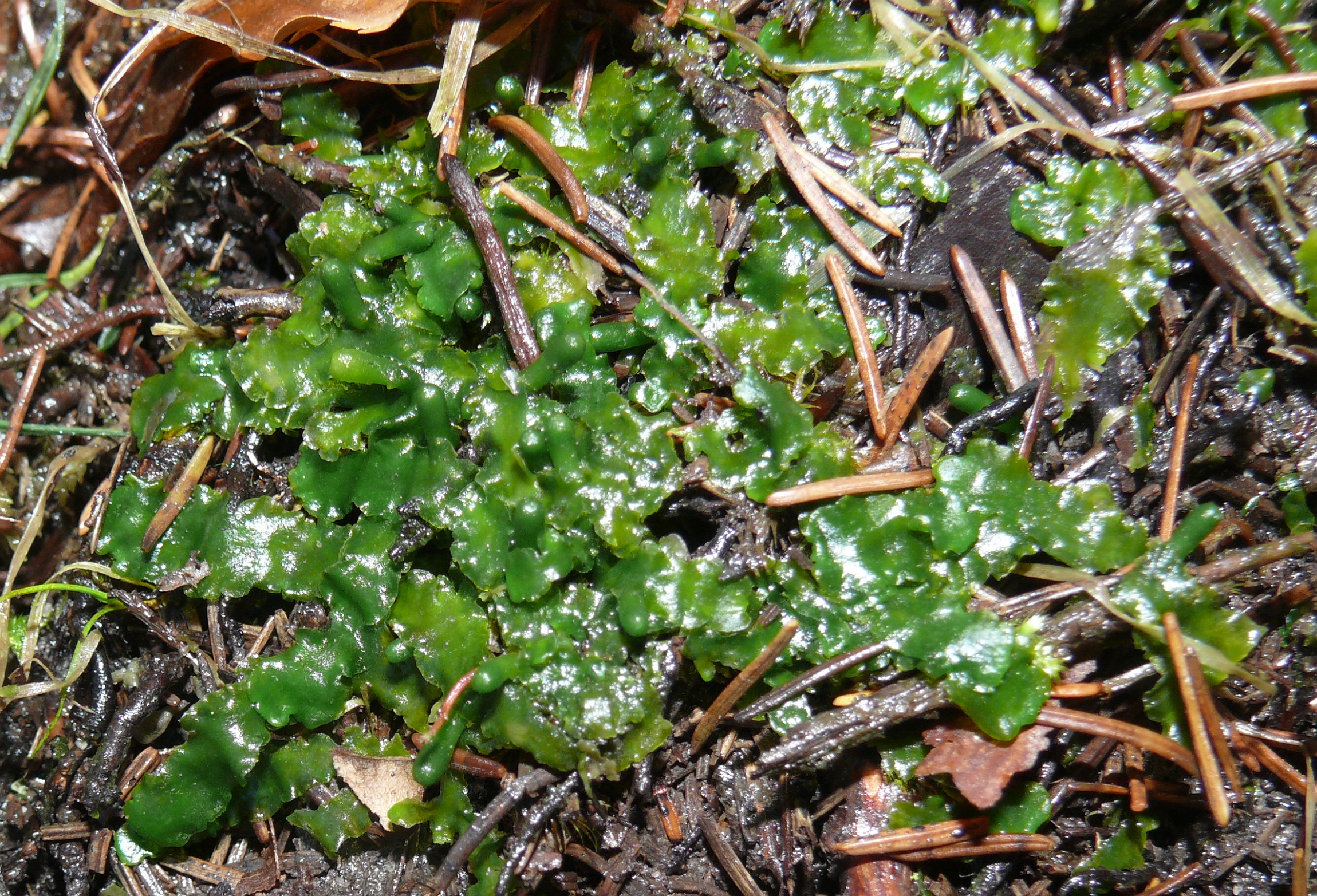
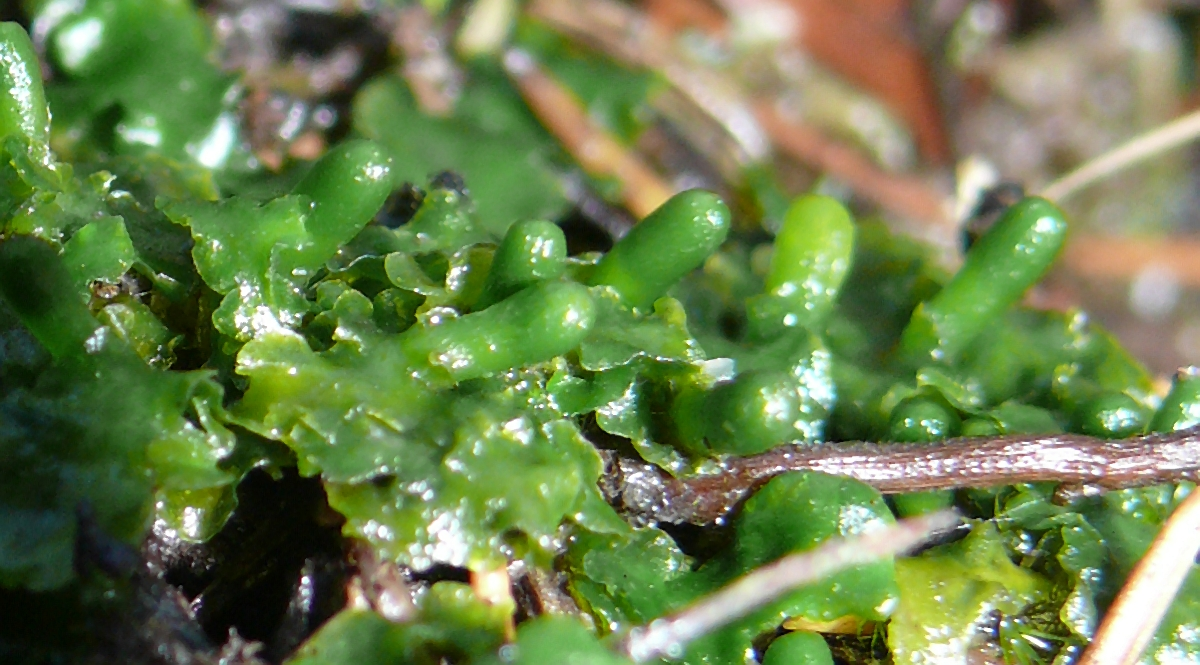
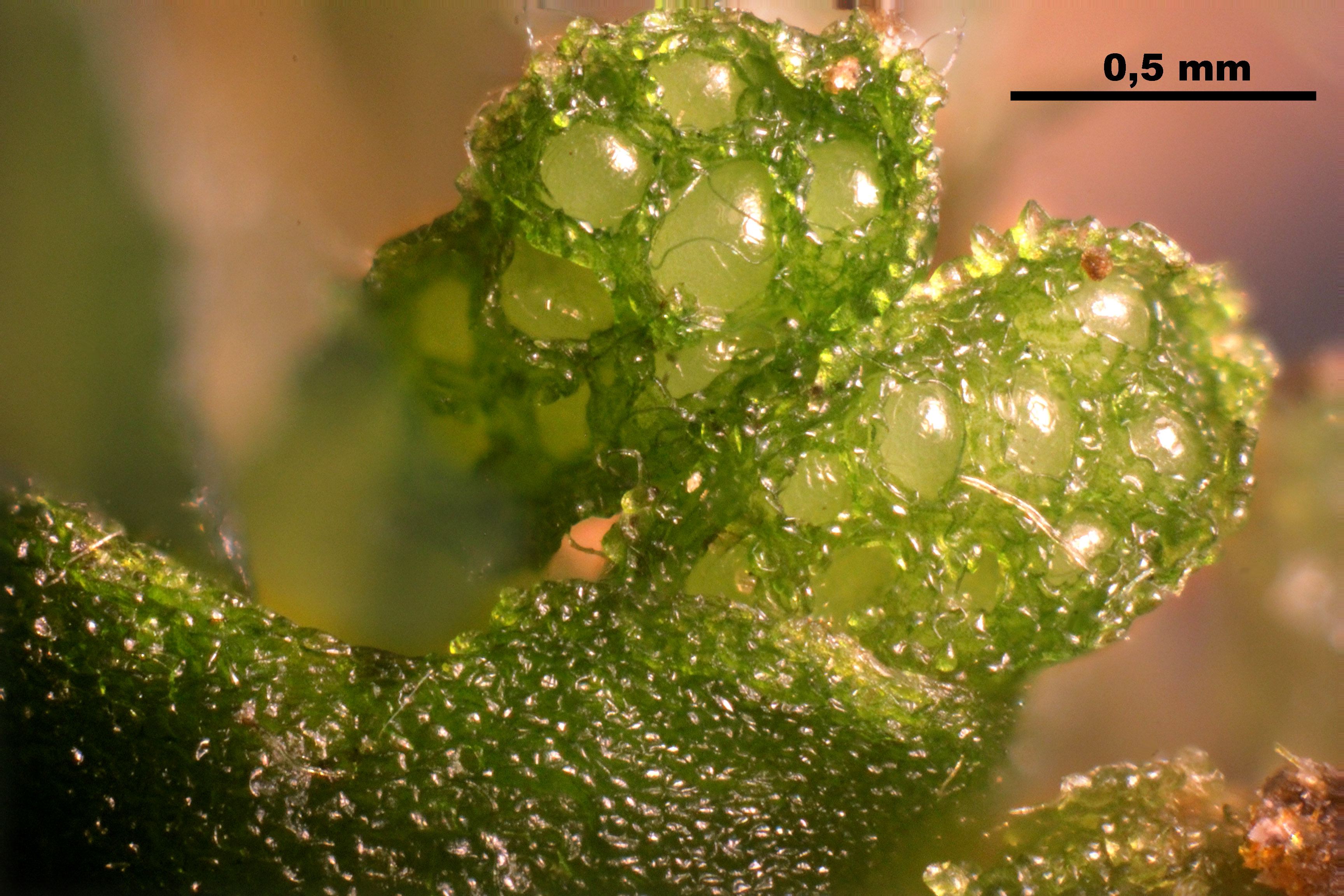